# آي آر إس إس آي
آي.آر.إس.إس.آي أو 'irssi' هو زبون IRC كـُتب من قبل تيمو سيراينن (Timo Sirainen) في يناير 1999 تحت رخصة جنو العمومية (GPL). إنه يعمل في النمط النصي (text-mode)، وقد استـُخدمت لغة سي في برمجته.
صُمّم irssi ليعمل على منصات يونيكس، ولكن يمكنه العمل أيضاً على نظام مايكروسوفت ويندوز باستخدام Cygwin. ويتميز هذا البرنامج بميزاته العديدة في مجال شبكات IRC وصغر حجمه النسبي وقلة استهلاكه للذاكرة بسبب عدم احتوائه لواجهة رسومية.
يختلف irssi عن الكثير من برامح آي.آر.سي الأخرى بأنه ليس مبنياً على شيفرة ircII، بل كـُتب من الصفر، وهذا أدى إلى اهتمام أكثر بالنواحي الأمنية وتخصيص البرنامج.
يمكن إعداد irssi من خلال واجهة المستخدم أو يدوياً من خلال ملف الإعدادات النصي، كما يمكن إضافة الكثير من السكربتات المفيدة إليه والمكتوبة بلغة بيرل.

## وصلات خارجية
- آي آر إس إس آي على موقع Open Hub (الإنجليزية)
- آي آر إس إس آي على موقع Free Software Directory (الإنجليزية)
- موقع irssi الرسمي
- صفحة تحتوي على الكثير من سكربتات irssi